# 마법 지팡이

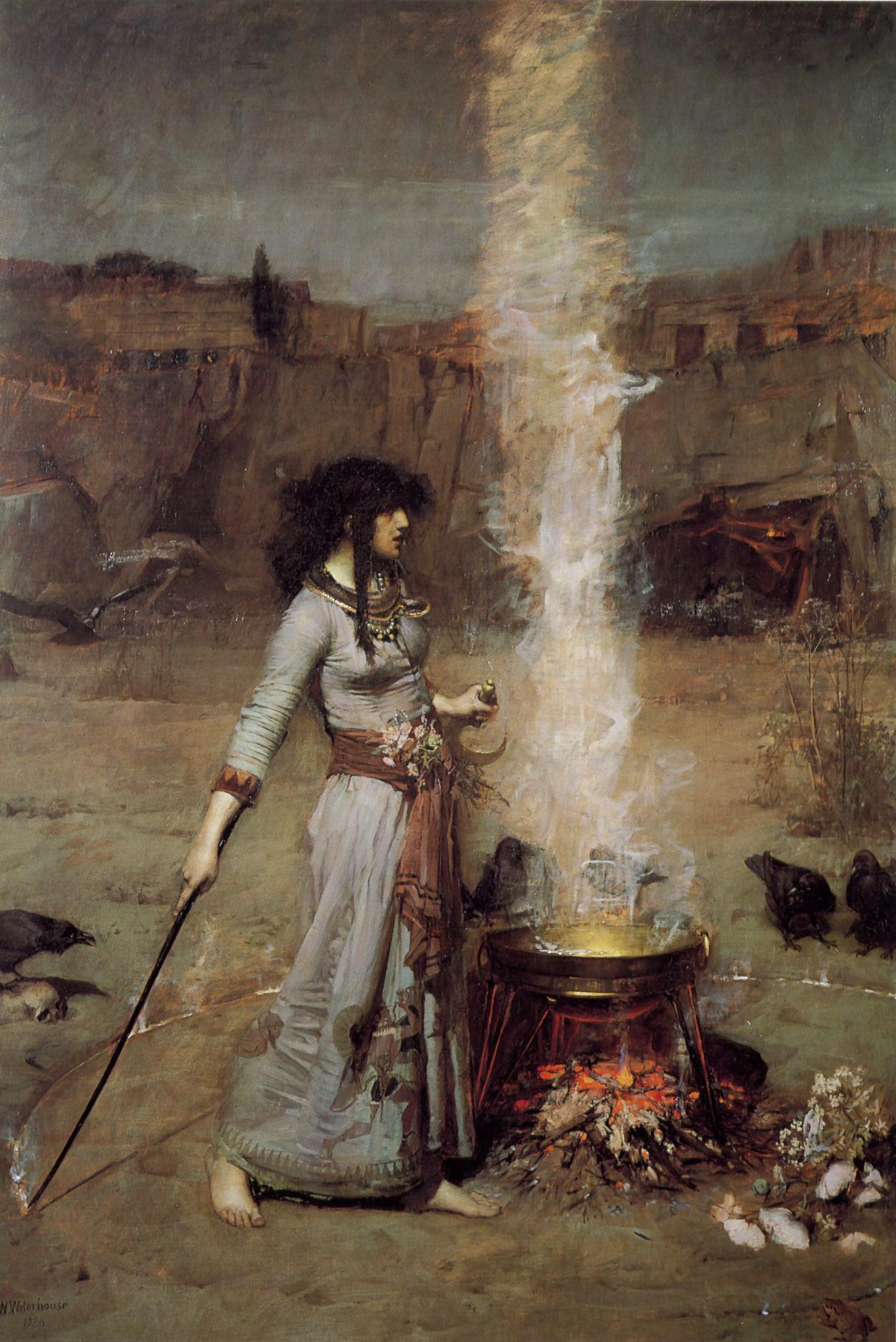
존 윌리엄 워터하우스 (1886)가 쓴 마법의 원은 한 여성이 지팡이를 사용하여 의식 공간을 만드는 것을 묘사한다

마법 지팡이, 마법봉(魔法棒), 완드(영어: wand)는 문학적으로 마녀와 마법사가 사용하는 마법의 주문에 의해 효력을 갖게 하기 위한 지팡이이다.

## 같이 보기
- 백장 (지휘봉)